# Los Hinojosos
Los Hinojosos és un municipi de la província de Conca situat a la comunitat autònoma de Castella la Manxa, a la zona oest de la província a 96 km de Conca. En el cens de 2006 tenia 1044 habitants en un territori de 113,95 km².

## Demografia
| Evolució demogràfica de Los Hinojosos entre 1991 i 2004 | Evolució demogràfica de Los Hinojosos entre 1991 i 2004 | Evolució demogràfica de Los Hinojosos entre 1991 i 2004 | Evolució demogràfica de Los Hinojosos entre 1991 i 2004 |
| 1991                                                    | 1996                                                    | 2001                                                    | 2004                                                    |
| ------------------------------------------------------- | ------------------------------------------------------- | ------------------------------------------------------- | ------------------------------------------------------- |
| 1207                                                    | 1129                                                    | 1060                                                    | 1084                                                    |